# Opharus aurigutta
Opharus aurigutta är en fjärilsart som beskrevs av William Schaus 1896. Opharus aurigutta ingår i släktet Opharus och familjen björnspinnare. Inga underarter finns listade i Catalogue of Life.